# Aleuroplatus mameti
Aleuroplatus mameti es una especie de insecto, de orden hemíptero de la familia Aleyrodidae, con una subfamilia: Aleyrodinae.
Fue descrita científicamente por primera vez por Takahashi en 1937.